# اچ‌ام‌ای‌اس توبورک (ال ۵۰)
اچ‌ام‌ای‌اس توبورک (ال ۵۰) (به انگلیسی: HMAS Tobruk (L 50)) یک کشتی است که طول آن ۱۲۶ متر (۴۱۳ فوت) می‌باشد. این کشتی در سال ۱۹۸۰ ساخته شد.